# Gaveliusgatan
| Gaveliusgatan västerut respektive österut, januari 2017. |  | Gaveliusgatan västerut respektive österut, januari 2017. |
| Gaveliusgatan västerut respektive österut, januari 2017. |  |                                                          |

Gaveliusgatan är en gata på östra Södermalm i Stockholm. Gatan ligger nedanför (sydost om) Vita Bergen och sträcker sig från Ljusterögatan i väster till Barnängsgatan i öster. Den fick sitt nuvarande namn 1925.

## Historik
Gatan är uppkallad efter Jacob Larsson Gavelius (adlad Lagerstedt), grundare av Barnängens manufaktur och omtalad som den kände klädesfabrikören, som härstädes i slutet av 1600-talet anlade en fabrik, som bland annat försåg svenska krigsmakten med ett utmärkt kläde. Tidigare namn var Barnängsgatan och Barnängstvärgatan. Namnberedningen föreslog 1922 nuvarande namnet Gaveliusgatan och 1925 genomfördes ändringen. På 1940-talet revs bebyggelsen längs med gatans södra sida där Färgargården hade sin trädgård. Samtidigt anlades gatan med två separata körfält (ett i vardera riktning) och ett grönområde däremellan.

## Bebyggelse

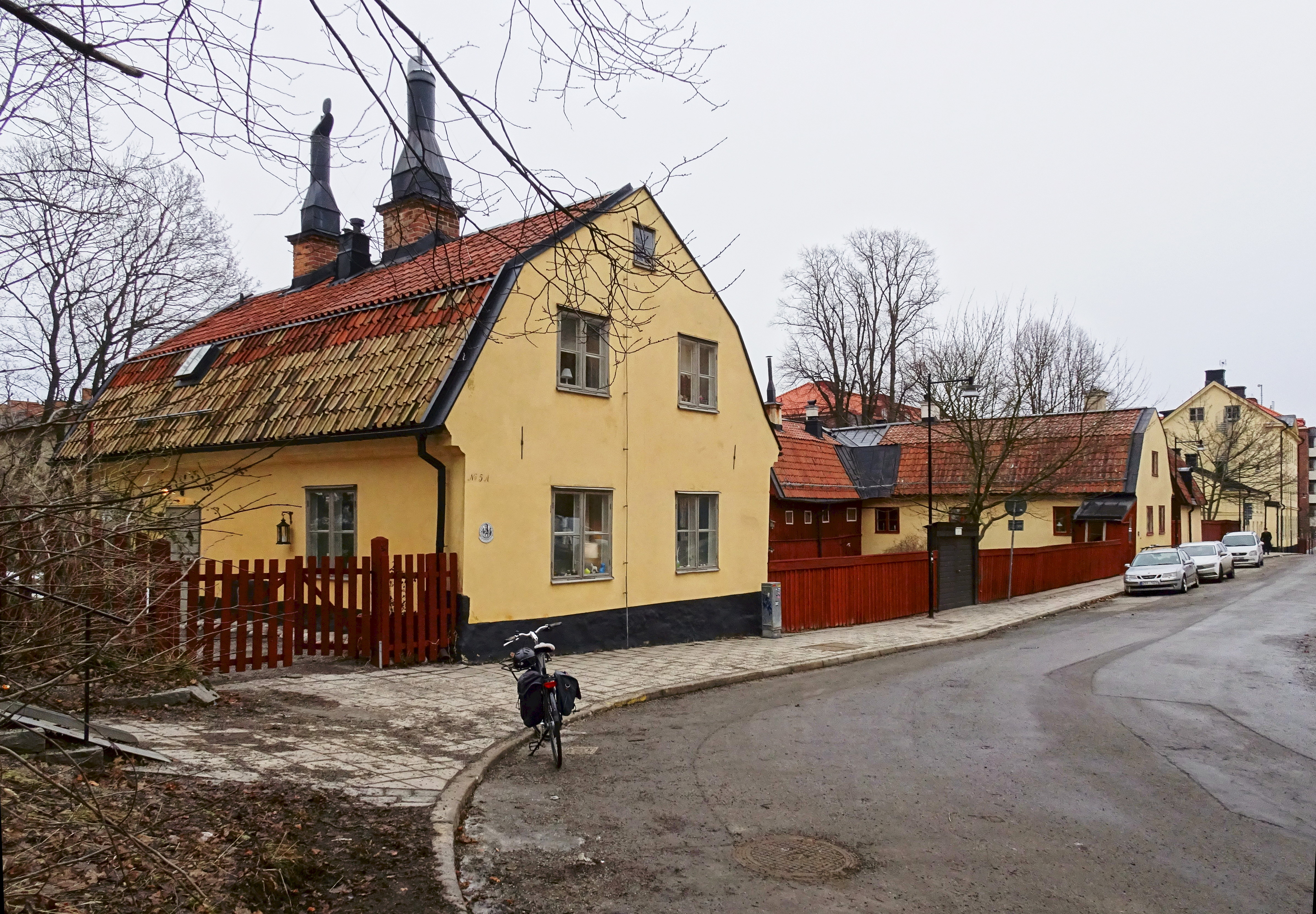
Faggens krog, januari 2017.

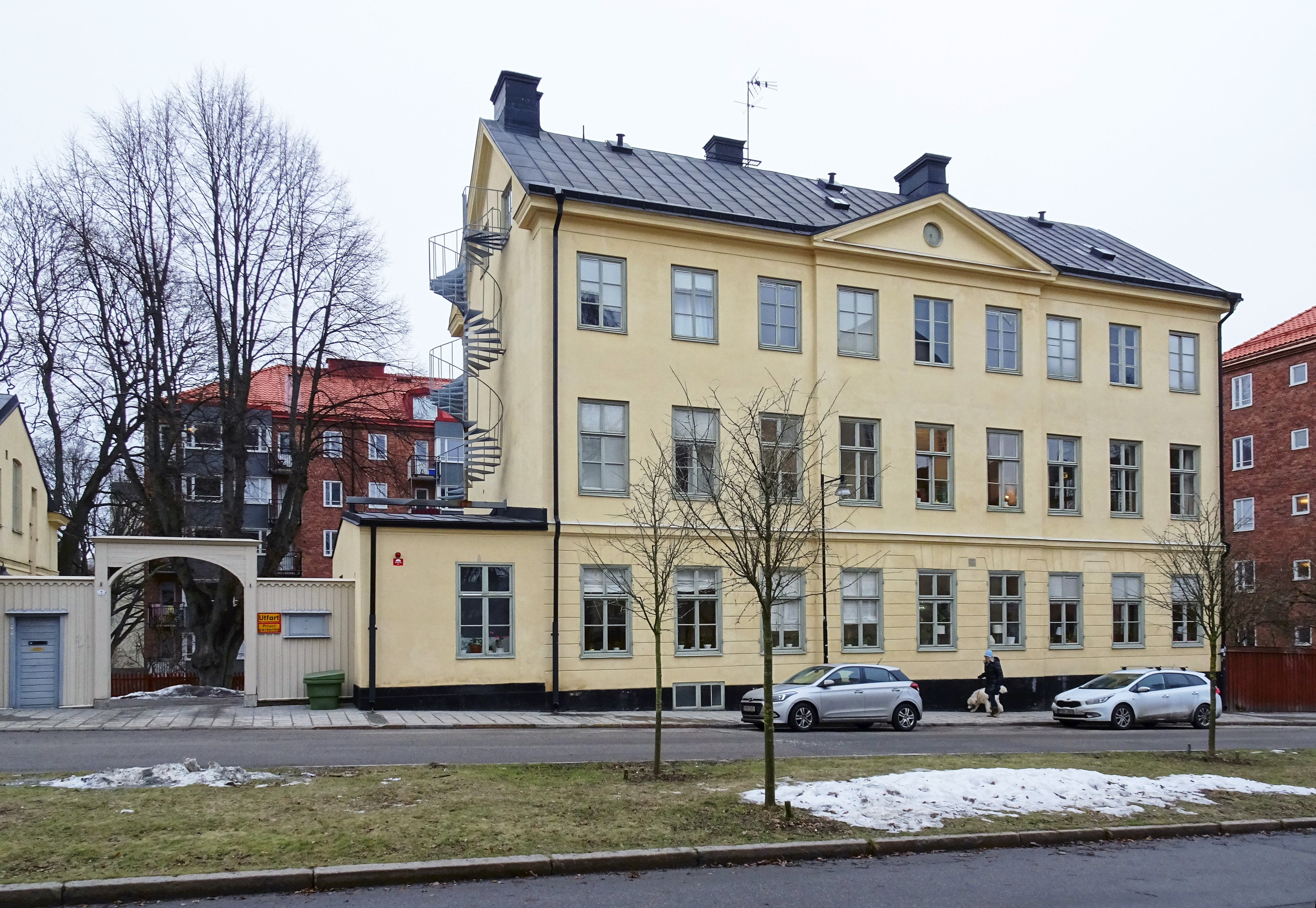
F.d. Stockholms stads uppfostringsanstalt för flickor, januari 2017.

I kvarteren Riset och Faggens krog, som ligger längs med gatans norra sida, finns några kulturhistorisk intressanta hus vilka av Stockholms stadsmuseum blivit blåklassade. Det innebär att husens kulturhistoriska värde motsvarar fordringarna för byggnadsminnen i kulturminneslagen.

### Faggens krog
Faggens krog (Gaveliusgatan 5) har sitt namn efter trädgårdsmästaren Petter Fagge den äldre (död 1731) som blev ägare till fastigheten 1702 och anlade en trädgård med försäljning till allmänheten. Dennes son, Petter Fagge den yngre fick 1731 tillstånd att få sälja dricka åt främmande, som komma till honom. Krogrörelsen blev under Fagges efterföljare Eric Nordström, Ulla Winbladhs svärfar, mer lönande än verksamheten med trädgården. Krogen besöktes av bland andra Carl Michael Bellman som besjungit Faggens i Fredmans Epistel n:o 55 där han skildrar Lorentz Mollbergs kägelspel en sommarafton år 1770. Idag är Faggens krog privatbostad.

### Riset 11 och 10
Öster om Faggens krog ligger fastigheten Riset 11 (adress Gaveliusgatan 7) med två stenhus från slutet av 1700-talet. Bebyggelsen uppfördes 1779 efter ritningar av arkitekt Johan Wilhelm Elvies med Casper Rutenbeck som byggherre. Det östra huset blev om- och påbyggt 1886. Här låg Stockholms stads uppfostringsanstalt för flickor fram till 1926 och Barnängens flickhem fram till 1954. Idag (2017) har Behandlingshemmet Södermalm sin verksamhet i byggnaden.
Hörnhuset mot Barnängsgatan (Riset 10) är ett bostadshus i rött murtegel ritat 1949 av arkitekt Ernst Grönwall.